# Helsingborgs IF
Helsingborgs IF, denumit în mod obișnuit Helsingborg și la nivel local HIF, este un club de fotbal din orașul suedez Helsingborg. Acesta joacă în prezent în prima ligă a Suediei, Allsvenskan. Clubul, înființat pe  4 iunie 1907, a câștigat cinci titluri de naționale și cinci cupe naționale.
Helsingborg a fost una dintre echipele fondatoare ale Allsvenskan iar între 1924 și 1968 a petrecut toate sezoanele în prima divizie. În acest timp a câștigat de trei ori titlul de campioană. La finalul sezonului din 1968, Helsingborg a retrogradat. Cei mai mulți oameni se așteptau la o revenire rapidă a echipei în prima divizie, dar însă echipa și-a petrecut următoarele 24 de sezoane în ligile inferioare până în 1992.  Revenind în Allsvenskan în 1993, Helsingborg a devenit unul dintre cluburile de top din Suedia, câștigând campionatul în 1999 și 2011.
Helsingborg este singura echipă suedeză care a participat în grupele UEFA Champions League între anii 2000-2010 (în sezonul 2000/2001). Clubul este afiliat la Fotbollförbund Skanes.

## Istorie

### 1907 - 1968
Clubul a fost înfiintat în 1907, după fuzionarea echipelor Svithiod și Stattena (a nu se confunda cu Stattena IF de astăzi), iar clubul a jucat primul joc pe 6 iunie 1907 cu IFK Helsingborgs , câștigat cu 6-2. 
În sezoanele 1932-33 și 1933-34 Helsingborg a câștigat primele titluri de campioană, iar în sezonul 1940–41 a câștigat al treilea titlu.
Clubul a mai obținut în sezonanele 1948-49 și 1953-54 locul 2, ultimele performanțe notabile înainte să retrogradeze în 1968.

### 1998-1999
Odată cu sosirea managerului norvegian Åge Hareide la club, echipa a început să meargă foarte bine pentru prima dată după mulți ani. Pe parcursul primului an cu Hareides, Helsingborg a câștigat Allsvenskan în 1999, al patrulea titlu după cel din 1941.

### 2000-2011
În anul 2000, Helsingborg a terminat pe locul 2, la 6 puncte de Halmstads BK iar în 2006 clubul a câștigat Svenska Cupen după victoria cu Gefle IF, scor 2-0 în finală.
După un sezon dezamagitor în 2007, Helsingborg a terminat pe 8 în Allsvenskan, dar în  preliminariile Cupei UEFA Helsingborg a reușit să ajungă în faza grupelor după eliminarea echipei olandeze SC Heerenveen. Helsingborg i-a avut adversari pe Girondins de Bordeaux, Galatasaray S.K., Austria Viena și Panionios Atena.
Cu victorii împotriva echipelor Galatasaray și Austria Viena, cu o remiză împotriva echipei Panionios Atena și cu o înfrângere cu Bordeaux, Helsingborg a terminat pe doi în grupa și întâlnește în optimi echipa olandeză PSV Eindhoven. Aceasta elimină pe Helsingborg, după 2-0 acasă și 2-1 în deplasare.
În sezonul 2010 Helsingborg a terminat pe 2, la două puncte de câștigătoarea Malmö FF.
De-a lungul întregului sezon 2011 clubul a avut un avantaj confortabil și a reușit să obțină al cincilea titlu de campioană.
De asemenea, Helsingborg a câștigat și cupa împotriva lui Kalmar FF cu 3-1.

## Stadionul Olympia

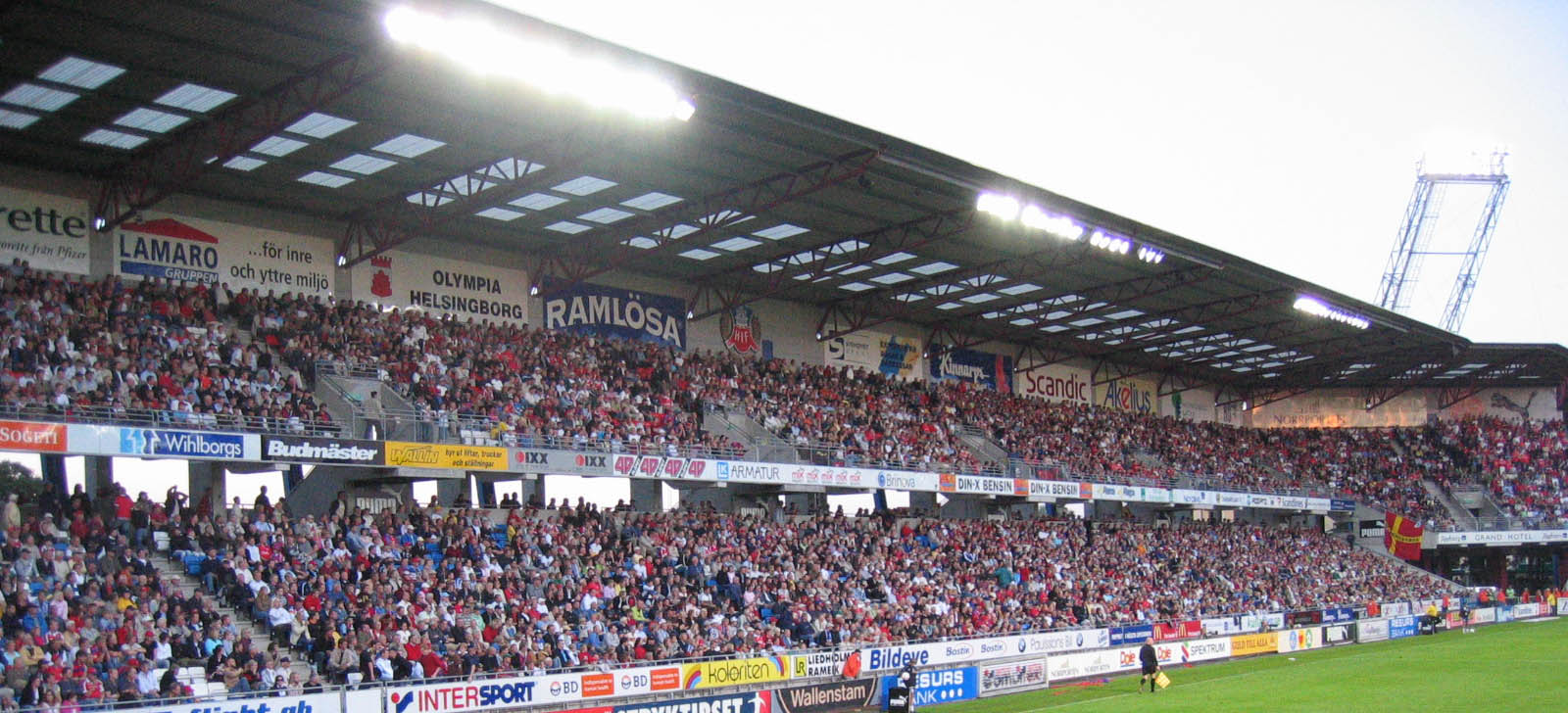
Olympia

Helsingborg joacă meciurile de pe teren propriu pe stadionul Olympia, o arenă de 17.200 de locuri.
Recordul de spectatori la un meci al clubului este de 26.154 și a fost stabilit pe 14 mai 1954, atunci când Helsingborgs IF a jucat cu Malmö FF.

## Rivalii și suporterii

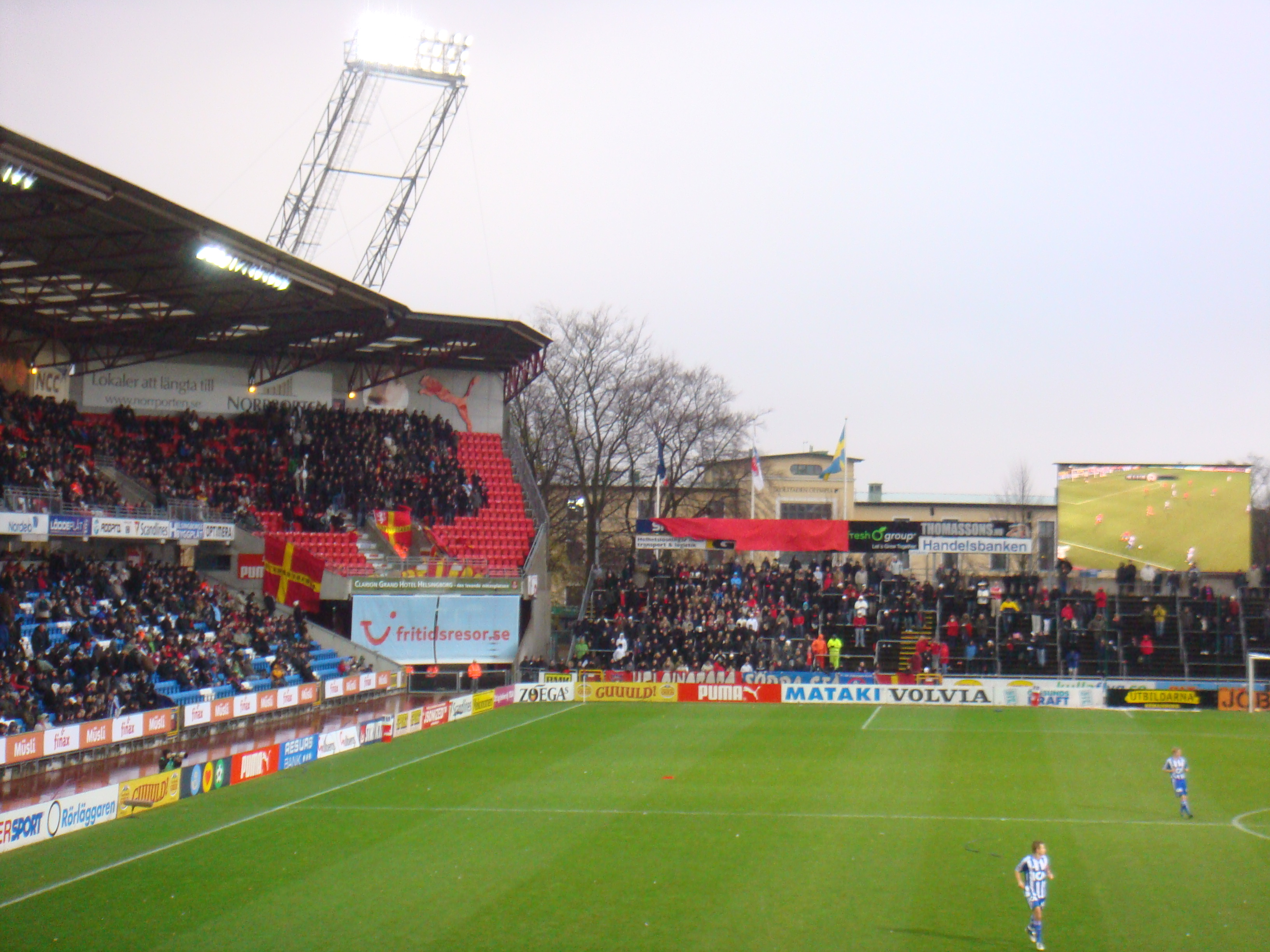
Suporterii echipei Helsingborg în timpul unui meci

Helsingborg are o mare rivalitate cu Malmö FF, un alt club important din sudul Suediei.Meciurile dintre cele 2 echipe sunt cunoscute sub numele de derby-urile Skåne.  Altă echipă cu care Helsingborg are o rivalitate este Landskrona BoIS, în special.
Există câteva cluburi importante de suporteri în Helsingborg: "Kärnan", "tHIFo", "HIF-Vanner", "Sans Bortom", " Helsingborg Soldiers ", "Helsingborg Sundsbusarna", "Frontline" și "Hardcore Helsingborg", aceștia susțin echipa la fiecare meci de pe teren propriu. Unii dintre suporterii lui Helsingborg susțin și echipa FC Copenhaga, care joacă în prezent în Superliga daneză.

## Imn oficial
Imnul oficial al clubului este " På Gator Röda och Blå " compus de trupa Björns.

## Lotul actual
xxx

## Clasamentul UEFA 2012
| Rank | Team              | Points |
| ---- | ----------------- | ------ |
| 125  | Dinamo București  | 13.264 |
| 126  | Paços de Ferreira | 13.069 |
| 127  | União de Leiria   | 13.069 |
| 128  | Helsingborg       | 12.680 |
| 129  | Feyenoord         | 12.603 |
| 130  | Marítimo          | 12.569 |
| 131  | Vorskla Poltava   | 12.526 |

As of 17 July 2012. Source

## Jucători notabili
| Suedia - Gustaf Andersson - Sven Andersson - Walid Atta - Erik Edman - Hans Eklund - Alexander Gerndt - Andreas Granqvist - Andreas Jakobsson - Ulrik Jansson - Mattias Jonson - Knut Kroon - Marcus Lantz - Henrik Larsson - Anders Linderoth - Mats Magnusson - Ola Nilsson - Roland Nilsson - Magnus Powell - Rade Prica - Kalle Svensson | Benin - Razak Omotoyossi Brazilia - Álvaro Santos - Claudinei Resende† Canada - Atiba Hutchinson Congo DR - René Makondele Danemarca - Peter Christiansen - Peter Graulund Scoția - Stuart Baxter Jamaica - Luton Shelton Kenya - McDonald Mariga | Mali - Adama Tamboura Norvegia - Lars Bakkerud - Ardian Gashi - Bjørn Johansen - Stig Johansen - Arild Stavrum - Kenneth Storvik Rwanda - Olivier Karekezi |

## Manageri
- Reine Almqvist (1993–97)
- Åge Hareide (1998–99)
- Nanne Bergstrand (2000–01)
- Sören Cratz (2002)
- Peter Swärdh (2002–06)
- Hans Eklund (2006)
- Stuart Baxter (2006–07)
- Bo Nilsson (2008–09)
- Conny Karlsson (Ianuarie 2010–Iunie 2012)
- Åge Hareide (2012-)

## Recorduri
- Cele mai multe meciuri jucate pentru Helsingborg în Allsvenskan: 349,  Kalle Svensson (1943–62)
- Cele mai multe goluri marcate pentru Helsingborg în Allsvenskan: 140,  Knut Kroon (1925–42)

## Palmares
- Allsvenskan:
  - Câștigătoare (6): 1928–29, 1929–30, 1932–33, 1933–34, 1940–41, 1999, 2011
  - Finalistă (6): 1927–28, 1948–49, 1953–54, 1995, 1998, 2000
- Svenska Mästerskapet:
  - Finalistă (2): 1914, 1918
- Svenska Cupen:
  - Câștigătoare (3): 1941, 1997–98, 2006, 2011
  - Finalistă (2): 1950, 1993–94
- Supercupen:
  - Finalistă (1): 2007

## Europa
- UEFA Europa League
  -  Calificări (1) : 2013

## Helsingborgs IF în Europa
| Sezon   | Competitie            | Runda            | Oras                  | Club                     | Acasa   | Deplasare | Aggregate |  |
| ------- | --------------------- | ---------------- | --------------------- | ------------------------ | ------- | --------- | --------- |  |
| 1996-97 | Cupa UEFA             | 2Q               | Belarus               | Dinamo-93 Minsk          | 1-1     | 3-0       | 4-1       |  |
|         |                       | 1st Round        | Anglia                | Aston Villa FC           | 0-0     | 1-1       | 1-1 (a)   |  |
|         |                       | 2nd Round        | Elveția               | Neuchâtel Xamax          | 2-0     | 1-1       | 3-1       |  |
|         |                       | 3Q               | Belgia                | RSC Anderlecht           | 0-0     | 0-1       | 0-1       |  |
|         |                       |                  |                       |                          |         |           |           |  |
| 1997-98 | Cupa UEFA             | 2Q               | Ungaria               | Ferencvárosi TC          | 0-1     | 1-0       | 1-1       |  |
|         |                       |                  |                       |                          |         |           |           |  |
| 1998-99 | Cupa Cupelor UEFA     | Qualifying Round | Liechtenstein         | FC Vaduz                 | 3-0     | 2-0       | 5-0       |  |
|         |                       | 1st Round        | Anglia                | Chelsea FC               | 0-0     | 0-1       | 0-1       |  |
|         |                       |                  |                       |                          |         |           |           |  |
| 1999-00 | Cupa UEFA             | Qualifying Round | Letonia               | FK Riga                  | 5-0     | 0-0       | 5-0       |  |
|         |                       | 1st Round        | Ucraina               | FC Karpaty Lviv          | 1-1     | 1-1       | 2-2 (a)   |  |
|         |                       | 2nd Round        | Italia                | Parma FC                 | 1-3     | 0-1       | 1-4       |  |
|         |                       |                  |                       |                          |         |           |           |  |
| 2000-01 | UEFA Champions League | 2Q               | Belarus               | FC BATE Borisov          | 0-0     | 3-0       | 3-0       |  |
|         |                       | 3Q               | Italia                | Internazionale           | 1-0     | 0-0       | 1-0       |  |
|         |                       | Group F          | Germania              | FC Bayern München        | 1-3     | 0-0       |           |  |
|         |                       | Group F          | Franța                | Paris Saint-Germain FC   | 1-1     | 1-4       |           |  |
|         |                       | Group F          | Norvegia              | Rosenborg BK             | 2-0     | 1-6       |           |  |
|         |                       |                  |                       |                          |         |           |           |  |
| 2001-02 | Cupa UEFA             | Qualifying Round | Finlanda              | MyPa                     | 3-1     | 2-1       | 5-2       |  |
|         |                       | 1st Round        | Norvegia              | Odd Grenland             | 2-2     | 1-1       | 3-3 (a)   |  |
|         |                       | 2nd Round        | Anglia                | Ipswich Town FC          | 1-3     | 0-0       | 1-3       |  |
|         |                       |                  |                       |                          |         |           |           |  |
| 2002    | UEFA Intertoto Cup    | 1st Round        | Slovenia              | FC Koper                 | 1-0     | 0-0       | 1-0       |  |
|         |                       | 2nd Round        | Cehia                 | 1. FC Synot              | 2-0     | 0-4       | 2-4       |  |
|         |                       |                  |                       |                          |         |           |           |  |
| 2007-08 | Cupa UEFA             | 1Q               | Estonia               | FC Narva Trans           | 6-0     | 3-0       | 9-0       |  |
|         |                       | 2Q               | Republica Irlanda     | Drogheda United FC       | 3-0     | 1-1       | 4-1       |  |
|         |                       | 1st Round        | Țările de Jos         | SC Heerenveen            | 5-1     | 3-5       | 8-6       |  |
|         |                       | Group H          | Grecia                | Panionios                | 1-1     |           |           |  |
|         |                       | Group H          | Turcia                | Galatasaray SK           |         | 3-2       |           |  |
|         |                       | Group H          | Austria               | FK Austria Wien          | 3-0     |           |           |  |
|         |                       | Group H          | Franța                | FC Girondins de Bordeaux |         | 1-2       |           |  |
|         |                       | Round of 32      | Țările de Jos         | PSV                      | 1-2     | 0-2       | 1-4       |  |
|         |                       |                  |                       |                          |         |           |           |  |
| 2009-10 | UEFA Europa League    | 1Q               | Armenia               | FC MIKA                  | 3-1     | 1-1       | 4-2       |  |
|         |                       | 2Q               | Georgia               | FC Zestaponi             | 2-2 aet | 2-1       | 4-3       |  |
|         |                       | 3Q               | Bosnia și Herțegovina | FK Sarajevo              | 2-1     | 1-2       | 3-3(4-5p) |  |